# Dusona confusator
Dusona confusator là một loài tò vò trong họ Ichneumonidae.